# Henri Moissan
Ferdinand Frédéric Henri Moissan, född 28 september 1852 i Paris, död där 20 februari 1907, var en fransk kemist som 1906 tilldelades Nobelpriset i kemi för sitt arbete med att isolera fluor från dess föreningar.

## Biografi
Moissan tjänstgjorde från 1870 på apotek, men fick möjlighet att studera under Edmond Frémy och Pierre Paul Dehérain samt författade under den senares ledning den växtfysiologiska avhandlingen De l'absorption d'oxygène et de l'émission d'acide carbonique par les feuilles maintenues à l'obscurité. Han avlade 1879 apotekarexamen, men fick efter sitt giftermål 1882 åter tillfälle till forskning. Han upptäckte 1886 fluor, blev samma år professor i toxikologi vid École de pharmacie och 1899 professor i mineralkemi vid samma skola. År 1900 kallades han som professor i kemi till universitetet i Paris. Hans första oorganiska arbete behandlade pyroforiskt järn.
Även om fluorets existens var känd så hade tidigare försöka att isolera ämnet misslyckats och försöken hade till och med orsakat dödsfall. Moissans fluorarbeten började 1884 med undersökningar över arsenikfluorid och fosforfluoriderna PF3, POF3 och PF5. Han kunde emellertid ej framställa fri fluor ur dessa föreningar på rent kemisk väg; han undersökte därför den elektrolytiska sönderdelningen av fluorvätesyra, som redan hade studerats av Frémy. Efter åtskilliga svårigheter lyckades han 1886 framställa denna gas i en av honom konstruerad apparat. 
Till 1891 var Moissan sysselsatt med undersökningar av fluor och fluorider och leddes sedan genom ett arbete över framställandet av kristalliserat kol (diamant) till konstruktionen av en elektrisk ugn. Genom denna uppnåddes temperaturer till omkring 3 500 °C, och således blev ett ökat temperaturområde av omkring 1 400 °C tillgängligt för forskningen. I sin ugn lyckades han smälta även de mest svårsmälta metallerna. De viktigaste resultaten av hans arbeten med den elektriska ugnen vanns emellertid genom framställningen av karbiderna, bland vilka i synnerhet kalciumkarbid och karborundum (kiselkarbid) kan nämnas. Hans sista forskningsperiod ägnades åt syntesen och studiet av nitrider, metallhydrider och silicider, till exempel kalciumsilicid, CaSi2.
Moissan påstod 1893 att han lyckats tillverka syntetiska diamanter, men ingen lyckades upprepa tillverkningen enligt hans metod och det anses numera att det inte var några diamanter han fick fram. (Först 1953 lyckades man hos ASEA med säkerhet framställa de första syntetiska diamanterna.)
Moissan erhöll 1906 Nobelpriset i kemi för "isolering och undersökning av elementet fluor samt för införandet av den efter honom uppkallade elektriska ugnen och studiet av karbiderna".